# Harold MacMichael

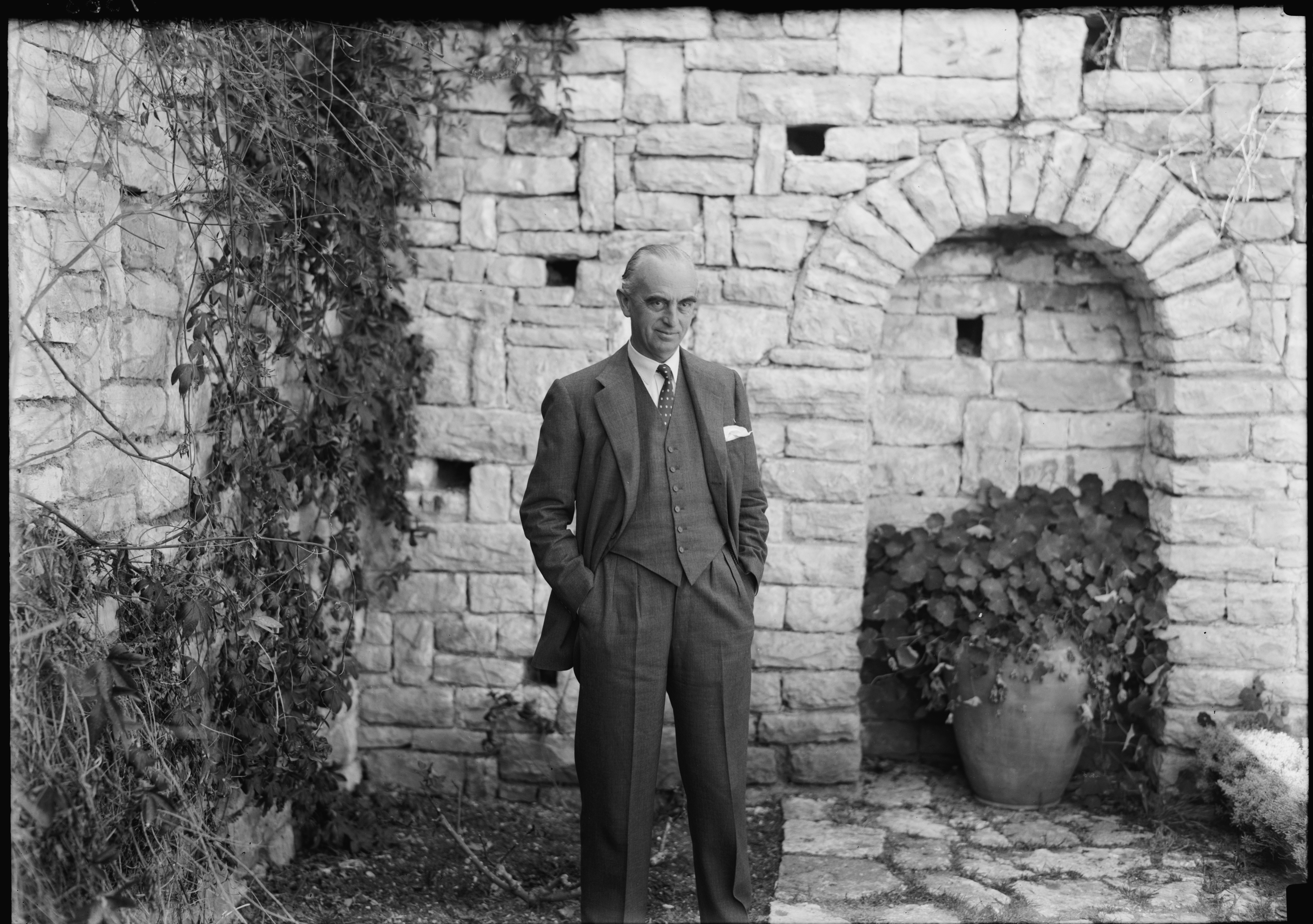
Harold MacMichael

Sir Harold Alfred MacMichael GCMG DSO (* 15. Oktober 1882 in Birchover, Derbyshire; † 19. September 1969 in Folkestone, Kent) war ein britischer Verwaltungsbeamter in den Kolonien.

## Leben
MacMichael studierte am Magdalene College in Cambridge. Nach der Beamtenprüfung wurde er Beamter des britischen Empires in der Kolonie Sudan. 1915 wurde er Senior Inspector in Khartum und 1926 Civil Secretary.
Von 1933 bis 1937 war er Gouverneur von Tanganjika. Im folgenden Jahr wurde er Hochkommissar für Palästina und Transjordanien, in welch ersterem Mandatsgebiet die jüdische Terrororganisation Lechi einen Mordanschlag auf ihn verübte, der jedoch scheiterte. Danach wurde er nach Malaya geschickt, wo er an der Gründung der Malaiischen Union beteiligt war und die Verfassung schrieb. Später nahm er eine Stelle in Malta an.